# Félix Lajkó

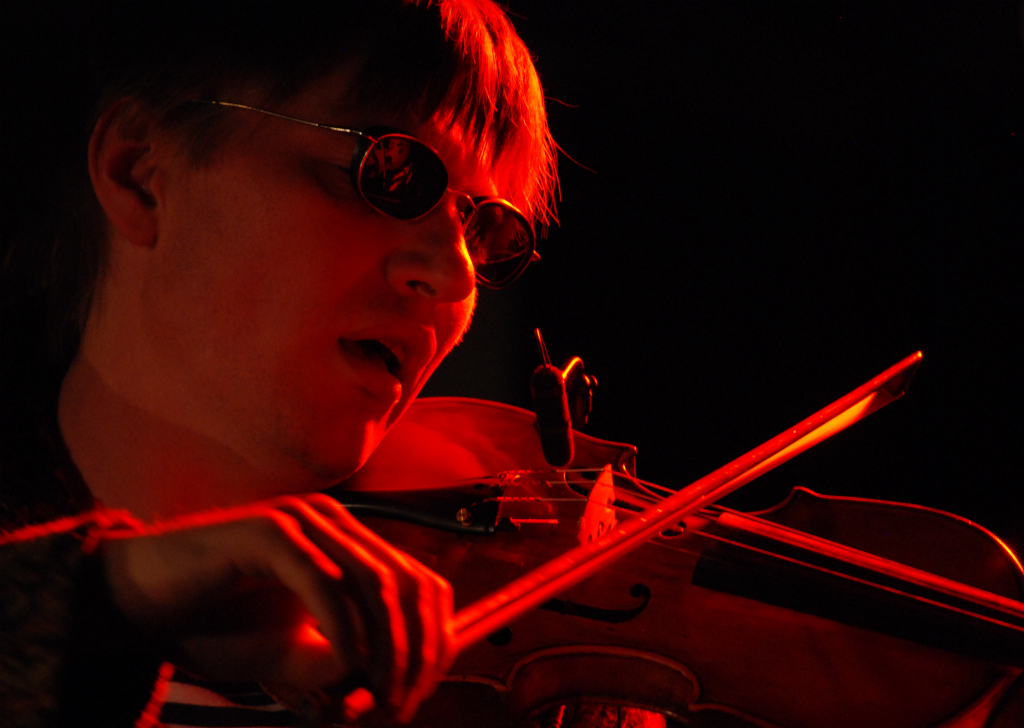
Lajkó em show em maio de 2011 Photo by László Juhász http://laci.sk

Félix Lajkó (Sérvio:  Феликс Лајко, Feliks Lajko; nascido em 17 de Dezembro de 1974, Bačka Topola, República Socialista da Sérvia, República Socialista Federativa da Iugoslávia) é um violinista e compositor húngaro. Ele executa uma vasta gama de estilos musicais: música tradicional da Planície da Panónia, música cigana, música folclórica, música clássica, rock, blues, jazz e músicas improvisadas. Nos seus concertos, toca majoritariamente o violino, mas suas apresentações também incluem cítara e outros instrumentos de corda regionais do Leste Europeu.Também atuou como protagonista no filme Delta de Kornél Mundruczó, 2008.

## Biografia
Lajkó nasceu em Bačka Topola, na província Sérvia de Voivodina (até então parte da Iugoslavia) de pais húngaros. Ele começou a tocar cítara aos 10 anos de idade. Seu primeiro contato com o violino foi aos 10. Ele concluiu os seis anos da escola de música em apenas três anos. Lajkó concluiu seus estudos formais e partiu para os palcos.

## Discografia
- A bokorból (2009)
- Remény (2007)
- Lajkó Félix 7 (2005)
- Félix (2002)
- Lajkó Félix and his Band (2001)
- Boban Marković|Boban Markovics Orkestar Feat. Lajkó Félix (2000)
- Lajkó Félix and his Band: Concert ’98 (1998)
- Lajkó Félix– Attila Lőrinszky: Live at the Academy (1997)
- Lajkó Félix And his Band (1997)
- Noir Désir: 666.667 Club CD (guest musician) (1996)
- Samaba Trió: Opus Magnum CD (guest musician) (1996)
- Lajkó Félix and his Band (1995)
- Mihály Dresch Dudás: Zeng a lélek (1993)